# Coniopteryx (Protoconiopteryx) australis
Coniopteryx (Protoconiopteryx) australis is een insect uit de familie van de dwerggaasvliegen (Coniopterygidae), die tot de orde netvleugeligen (Neuroptera) behoort. 
Coniopteryx (Protoconiopteryx) australis is voor het eerst wetenschappelijk beschreven door Meinander in 1972.